# سیارک ۱۱۵۱۵
سیارک ۱۱۵۱۵ (به انگلیسی: 11515 Oshijyo، نامگذاری:1991CR1) یازده هزار و پانصد و پانزدهمین سیارک کشف شده‌است که در ۱۲ فوریه ۱۹۹۱ کشف شد.
قدر مطلق سیارک برابر ۳۷.۱ است.